# Desnudita es mejor
Desnudita es mejor es el primer álbum de estudio de la cantante y actriz argentina Divina Gloria, lanzado a comienzos de 1986 por Interdisc. Grabado en Buenos Aires en septiembre y octubre de 1985, Desnudita es mejor fue producido íntegramente por Cachorro López, quien también fue el coautor de la mayoría de sus canciones. El álbum es recordado principalmente por su canción principal, la cual fue lanzada como sencillo promocional del álbum a finales de 1985 y se convirtió en un famoso hit de la década. Desnudita es mejor cuenta con canciones de artistas como Fabiana Cantilo, Pepe Cibrián, Miguel Zavaleta e Isabel de Sebastián, y en su grabación participaron los músicos Charly Alberti, Polo Corbella y Daniel Melingo.
Durante los años 1980, la apertura democrática provocó una ebullición contracultural conocida como el «underground porteño», de la cual Divina Gloria fue una de las figuras más destacadas. López obtuvo la idea de grabar con ella tras haberla visto actuar con Los Peinados Yoli, grupo del circuito underground que integró a mediados de la década. A su vez, Desnudita es mejor fue lanzado en el apogeo del fenómeno de liberación sexual conocido como el «destape», el cual también fue provocado por el fin de la última dictadura cívico-militar. Aquella apertura incluyó el florecimiento de la cultura gay en Buenos Aires, de la cual Divina Gloria era habitual y que funcionó como una influencia central en el contenido del álbum.
El sonido de Desnudita es mejor está influenciado por el pop bailable que era popular internacionalmente en aquellos años y se destaca por sus referencias al sexo y la vida nocturna. Su controversial tapa fue fotografiada por Rudy Hanak en un hotel alojamiento y muestra a la cantante en una bañera llena de espuma. El álbum obtuvo buenas ventas y Divina Gloria recibió la oferta de realizar una gira promocional, aunque decidió enfocarse en su carrera televisiva, habiéndose incorporado recientemente al programa No toca botón de Alberto Olmedo. La canción «Desnudita es mejor» hoy es considerada en Argentina como uno de los hits más característicos de la década y un símbolo del fenómeno del «destape». En la encuesta anual de la revista Pelo, Luca Prodan de Sumo la eligió como la mejor canción de 1986.

## Antecedentes y contexto

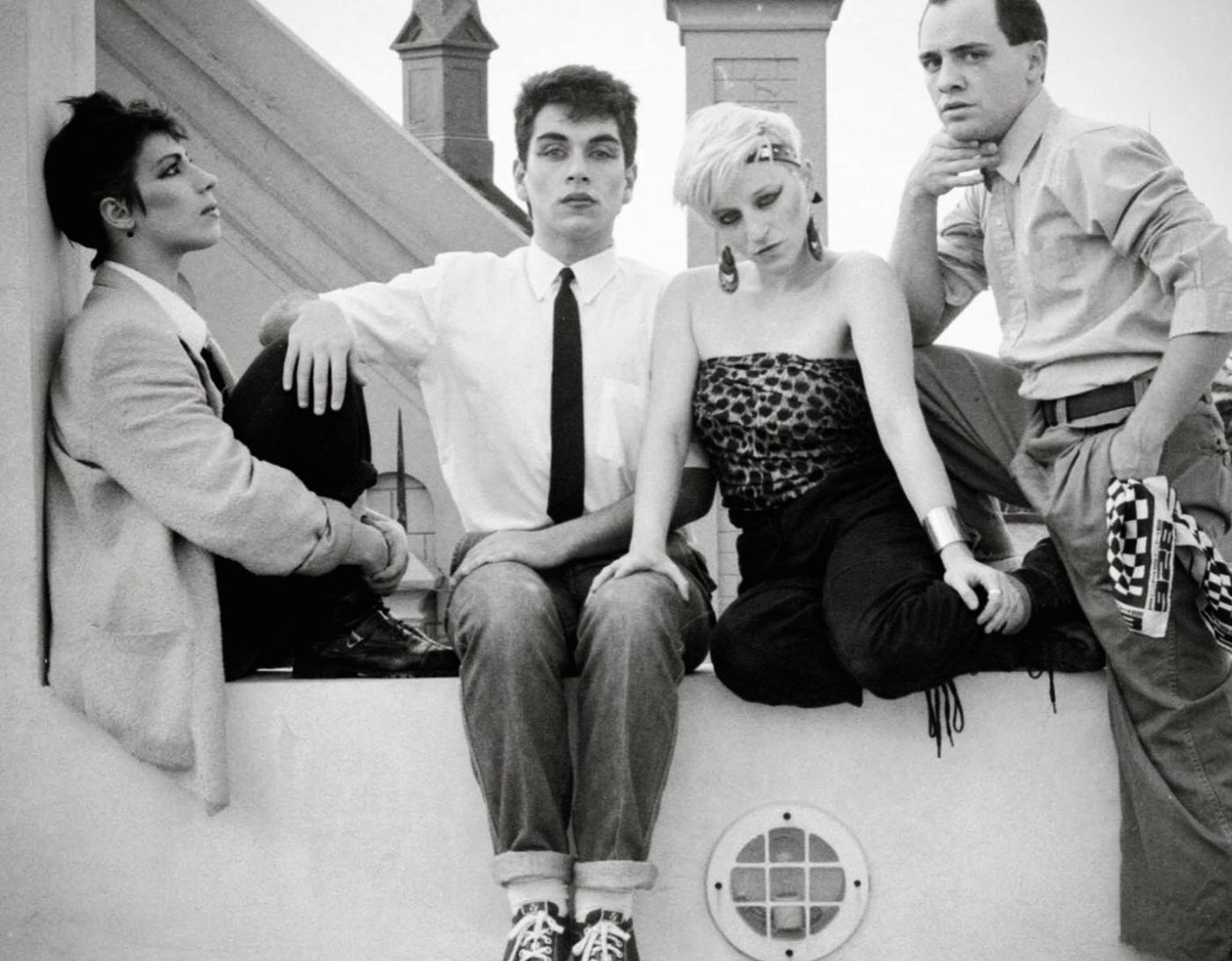
Divina Gloria con Los Peinados Yoli, grupo de teatro alternativo que integró a mediados de los años 1980.

Divina Gloria es el nombre artístico de Martha Gloria Goldsztern, nacida en Buenos Aires en 1962 en el seno de una familia con larga tradición en el teatro yiddish, donde de niña dio sus primeros pasos en la actuación. Hizo su debut en el cine en 1975 como parte del elenco de Los gauchos judíos de Juan José Jusid, con quien repetiría al año siguiente en No toquen a la nena. En los años 1980 entró a la escena del teatro alternativo, llegando a convertirse en una de las figuras más destacadas del movimiento conocido como el «underground porteño» o el «under porteño», un circuito contracultural que surgió en la ciudad de Buenos Aires en los últimos años de la dictadura cívico-militar y se intensificó con la recuperación democrática de 1983, extendiéndose hasta finales de la década. Los tres lugares de reunión más destacados del movimiento fueron el centro Parakultural, el Café Einstein y la discoteca Cemento. La investigadora Vanina Soledad López definió al under porteño:

«Bares, pequeñas salas de teatro y discotecas, lograron instalarse y sostenerse como espacios de sociabilidad y experimentación artística. Al tiempo que entre las prácticas teatrales proliferaban los espectáculos clown, las performances y los números unipersonales, en las artes visuales se apostaba por la búsqueda de nuevas formas de expresión colectiva sobre materiales poco nobles (...). En el contexto de consagración comercial de la música rock, por estos espacios alternativos también pululaban los primeros grupos de punk, ska y heavy metal colando a Buenos Aires cerca de las expresiones musicales en boga en ciudades como Nueva York y Londres. La característica común de los espectáculos under era su carácter efímero. (...) Los recitales en vivo se sucedían unos a otros y entre ellos, o antes de ellos, se presentaban performances teatrales de corta duración. Los artistas de las diferentes disciplinas solían relacionarse colaborando mutuamente en sus presentaciones, pero también competían por el uso de los improvisados escenarios y la conquista del público. La noche parecía más larga en los lugares del under; comenzaba cerca de las diez y se extendía hasta la puesta del sol, por lo que era común que las presentaciones acontecieran muy tarde en la madrugada y que los públicos, atentos a específicas disciplinas, se renovasen con el transcurrir de las horas».

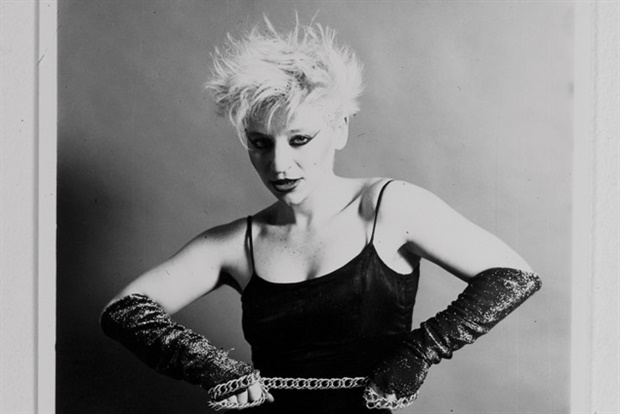
Divina Gloria fotografiada por Andy Cherniavsky en 1984.

Asimismo, el fin de la dictadura cívico-militar dio lugar al fenómeno cultural del «destape», término utilizado casi exclusivamente para referir a la sexualización de los medios y la cultura. En su investigación de 2021 sobre el «destape» argentino, la historiadora Natalia Milanesio señaló que el destape «reposicionó al sexo en el espacio público argentino transformándolo en objeto de la mirada y discusión abierta. Al hacerlo, revolucionó la cultura visual y textual y puso a prueba los límites del buen gusto y la tolerancia. De este modo, el destape comercial convirtió a la sexualidad en un componente central de la cultura y el entretenimiento para públicos que, por un largo tiempo, habían sido privados de contenido erótico en los medios y en el arte. La sexualidad que había sido prohibida, opacada y silenciada en la dictadura fue la estrella del escenario demorático». El fenómeno se inició tímidamente en 1981 ——con la dictadura debilitada pero aún en el poder— y alcanzó su apogeo entre 1983 y 1987.
El «destape» no fue un fenómeno meramente mediático, manifestándose además en un boom de difusión de la sexología y la salud reproductiva, y en la intensificación del activismo de organizaciones feministas, gays y lesbianas. Con la recuperación democrática, la vida gay y lésbica floreció en el país, con la apertura de muchos bares y discotecas que aprovecharon el clima de liberalización. Sin embargo, los allanamientos policiales, detenciones arbitrarias, persecuciones y amenazas a la diversidad sexual continuaron siendo realizadas por el nuevo gobierno. Divina Gloria se insertó en la floreciente vida nocturna gay de la ciudad, la cual se convertiría en una influencia central en Desnudita es mejor.
Divina Gloria adoptó su nombre artístico en una reunión con Los Peinados Yoli, grupo clown de teatro under que integró a mediados de la década. Otros miembros del grupo incluyeron a Tino Tinto, Peter Pirello, Doris Night, Lucy Makeup y Billy Boedo (Batato Barea). La actriz recordó aquella ocasión en 2020:

«En mi casa, estábamos viendo algunos libros sobre las divas más grandes de Hollywood. 'Divina, Greta' (por Greta Garbo).'Divina, Marilyn' (por Marilyn Monroe). Entonces yo dije: "Divina, Gloria", porque Gloria es mi segundo nombre. Y ahí quedó. Es precioso. Parece frívolo pero no, está en la Torá. En el pasaje que comenta la salida del pueblo judío de la esclavitud, dice: 'el pueblo se posa debajo de nubes de gloria divina'».

Junto con Los Peinados Yoli, Divina Gloria abrió los shows de presentación del álbum Piano Bar de Charly García en el Luna Park. El grupo también se presentó en Cemento con el espectáculo La fiesta del culo, en el que vistió un vestido de novia hecho con rollos de papel higiénico confeccionado por Alejandro Urdapilleta y Humberto Tortonese, mientras ellos «hacían de enfermeras que les daban inyecciones en el culo a la gente». En 1985, la actriz formó parte del elenco del exitoso espectáculo de transformismo Glamour, el cual le valió críticas positivas de la prensa teatral. Ese mismo año, interpretó el personaje infantil de Pupeé en el programa televisivo Vía libre, el cual rápidamente obtuvo la aceptación masiva del público.

## Desarrollo y composición

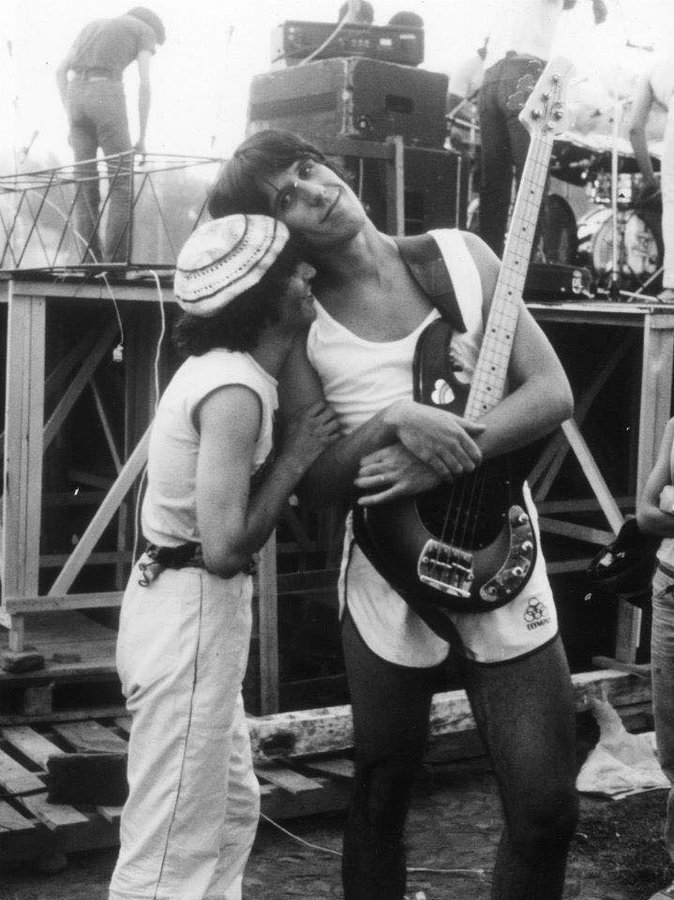
Cachorro López (dch.) junto a Miguel Abuelo (izq.) en 1982. López fue el ideador de Desnudita es mejor, desempeñándose como productor del trabajo y coautor de siete de sus nueve canciones.

El músico Cachorro López —integrante de la banda Los Abuelos de la Nada— tuvo la idea de grabar con Divina Gloria después de haberla visto en una presentación de Los Peinados Yoli, quienes incorporaban la música rock en sus actuaciones. El álbum Desnudita es mejor se grabó en septiembre y octubre de 1985, en los Estudios Moebius de Buenos Aires. En 2022, la cantante recordó el origen y grabación de la canción que dio título al trabajo:

«El verso principal, "Qué calor, qué calor, desnudita se está mejor, qué calor, qué calor, sin ropita es mejor", lo hacían Mimí y Norma Pons en un pasacalle, durante un cambio de escenario en un teatro de revistas. Me lo contó mi primo, y a partir de ahí empecé a decirlo en un show de Los Peinados Yoli, donde a su vez lo vio Cachorro López y tuvo la idea de hacer un tema conmigo. Lo demás, que es rap, Rhythm in Poetry, salió súper fácil, súper fluido en un departamento donde yo vivía con mi novio, Loquillo. "Sube, sube, despacito, toca un timbre muy cortito". Divino. Fácil, rápido, sin ningún conflicto digamos, el tema fue así».

López se desempeñó como productor de la totalidad del álbum y coautor de siete de sus nueve canciones, incluyendo «Desnudita es mejor», «Culpa de tu estupidez» y «1000 km de amor» con Divina Gloria, «Soy divina» con Pepe Cibrián, «Bailando en tu mirada» con Isabel de Sebastián, «Cuando la cabeza pesa más» con Fabiana Cantilo y «El daño te lo hiciste vos» con Divina Gloria y Miguel Zavaleta. La canción «Yo puedo seducirte» fue escrita por Divina Gloria y Fabián Quinteros, mientras que los autores «Mediterranée Club» fueron Alejandro Fiori y Sergio Mejía. El álbum contó con la participación de los músicos Charly Alberti, Polo Corbella y Daniel Melingo.
Según la crítica de la revista Pelo, la producción del álbum fue un trabajo sin precedentes en la escena local, señalando:

«Podría contarse ésta como la primera vez que se realiza en este lugar un tratamiento de un producto con las características de Divina Gloria. Salvo contadas excepciones, el rock argentino no conoce producciones planeadas exclusivamente desde el estudio, con un concepto premeditado en cuanto a efectos y una figura central —cantante en este caso— que se adapta a esas intenciones amoldándose al lugar que le está destinado».

Charly Alberti, baterista de Soda Stereo, fue uno de los músicos que participaron en Desnudita es mejor.

Musicalmente, Desnudita es mejor incorpora el sonido del pop bailable que era popular internacionalmente en ese momento, siendo comparada con Cyndi Lauper de Estados Unidos y Objeto Birmania de España. Entrevistada en ocasión del lanzamiento del disco, Divina Gloria expresó: «Quisimos hacer lo más moderno, lo más divertido, lo más discotequero, lo más bailable, lo más adolescente. Al principio los temas eran muy pop, muy ta ta ta ta ta ta pero después aparecieron temas como "Mediterranée Club", bastante densoide y con un tempo completamente distinto al de los temas pop». La revista Pelo consideró que la «producción logró un sonido contundente, una especie de tecno disco sostenido por secuenciadores y cajas rítmicas, que nunca decae».
El contenido del álbum estuvo influenciado por la vida nocturna de la floreciente cultura gay de Buenos Aires de los años 1980, con la cual la cantante se encontraba estrechamente vinculada. Entrevistándola para el suplemento Soy de Página/12 en 2018, Paula Jiménez España le dijo: «Divina, sos más gay que los gays, estabas en los boliches desde el comienzo». En 2022, Divina Gloria describió a López como el «primer productor en darle rienda a la libertad de la democracia, de la fiesta, de la noche, de incluir algo gay, tal vez demasiado gay friendly para el mainstream del momento». Al lanzar el álbum, la cantante expresó que en «Soy divina»: «prácticamente digo que amo al público gay y les digo que soy divina, lo más». Siendo entrevistada por Gustavo Guillermo Llados tras el lanzamiento del álbum, se dio el siguiente intercambio:

— [Al público gay] le debés mucho, ¿no? 

— Sí, a mí me encantaría que me hagan un busto en el CHA. Con Los Peinados Yoli trabajé en muchas discotecas gays. Y... Sí, los gays me aman y yo también. Les debo todo a los gays. Ellos consumen Divina Gloria. A mí me confunden con un travesti.

Aunque el álbum se destaca por su contenido sexual —ejemplificado en canciones como «Desnudita es mejor» y «Mediterranée Club»—, Divina Gloria advirtió que «hay una mixtura de todo. El tema de Fabiana Cantilo ("Cuando la cabeza pesa más") es completamente distinto a los anteriores y "1000 km de amor" es sumamente dulce y tierno.» «Desnudita es mejor» es una canción electrónica que contiene lo que Divina Gloria considera el primer rap de la música argentina. Contiene letras desfachatadas como «Mamá, papá, sube la temperatura y la noche a esta altura sin comer, qué pastel, qué pastel» o «Mis otros novios, que los homosexuales, que el mundo gay, la noche está que arde y no sé qué hacer». La cantante incluso juega con la bisexualidad —algo poco frecuente en el rock argentino de entonces— con la letra: «No tiene muchas ganas de tomar té / prefiere preguntarme una y otra vez / a cuál de mis amantes visité ayer / si Juan, si Andrés / si Alberto, Pedro / Luis o Inés».

## Publicación y recepción

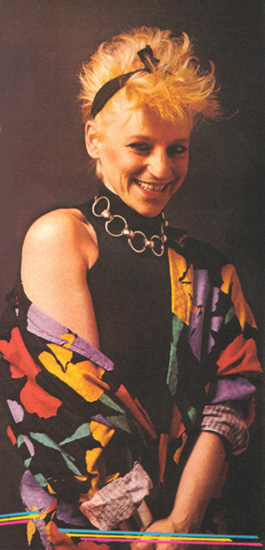
Divina Gloria hacia 1986.

La canción «Desnudita es mejor» fue lanzada como sencillo promocional del álbum a finales de 1985, convirtiéndose rápidamente en una canción del verano de 1986. Según Alejandro Rapetti de La Nación fue un hit que «tuvo amantes y detractores ni bien se editó». Tras meses de «apabullante difusión», el álbum Desnudita es mejor fue lanzado a principios de 1986, publicado por Interdisc y fabricado y distribuido por EMI Odeón Argentina. El disco obtuvo buenas ventas, siendo especialmente popular entre las «locas» de Buenos Aires, quienes «en la postdictadura se animaban al fin a salir de sus closets para lanzarse al esplendor estroboscópico de las discos».
La crítica del disco publicada en la revista Pelo consideró que «no hay que pretender encontrar algo de un valor artístico muy trascendente cuando se escucha este disco». Aun así, elogió la producción de López y agregó:

«Por su parte, Divina Gloria cumple aportando la gracia que se le pide y cantando bastante bien. Las intenciones son claras y las pretensiones no demasiadas. Eso es lo que le da valor, aunque las influencias a veces sean demasiado obvias. En temas como "Yo puedo seducirte", "Mediterranée Club" o "Cuando la cabeza pesa más", el balance arroja resultados realmente buenos».

La fotografía de la tapa fue tomada por Rudy Hanak en un hotel alojamiento. Considerada controversial para la época, muestra a la cantante en una bañera llena de espuma, lanzando a cámara una «mirada matadora». En 2022, Divina Gloria recordó: «Mis amigos, que ahora ya son gente mayor, me cuentan que cuando se compraron el disco lo tenían escondido porque en la tapa había una chica desnuda, que era yo. En realidad, no se veía nada, pero es que lo oculto y lo prohibido llama más la atención».
A raíz de Desnudita es mejor, Divina Gloria comenzó a ser asociada con los músicos del «movimiento divertido», un estilo de rock y pop que surgió en Argentina durante la transición democrática, caracterizado por su ritmo bailable y letras humorísticas, con Los Twist y Viuda e Hijas de Roque Enroll siendo dos de sus bandas más emblemáticas. En su entrevista con Llandos de 1986, Divina Gloria conversó al respecto:

— ¿Crees que cierto sector del rock que no era adepto al pop o la música divertida empezó a consumir estos géneros a partir de «Desnudita es mejor»?

— Sí, o quizás un poquito antes. Tal vez con Viuda e Hijas.

(...)

— ¿Pensás seguir desarrollando la veta cómica o ingresarás en el terreno de lo estrictamente sensual?

— Me encantaría seguir en la cosa cómica; me divierte mucho. Pero quizás se termina confundiendo con un temita de Viuda e Hijas, con la onda superficial.

En promoción del trabajo, Divina Gloria interpretó la canción principal en Ritmo de la noche, popular programa de televisión conducido por Marcelo Tinelli. Según la cantante, «Cachorro se asustó bastante porque le parecía una puesta demasiado gay, con bailarines que se tocaban...». Divina Gloria recibió la oferta de realizar una gira de promoción del disco, pero decidió rechazar la propuesta ya que había empezado a trabajar en el programa No toca botón de Alberto Olmedo.
En la encuesta anual de la revista Pelo, Luca Prodan de Sumo eligió «Desnudita es mejor» como la mejor canción de 1986. Según Rapetti, fue «la canción que marcó el destape de los 80». Jiménez España señaló que «se repitió por décadas produciendo un eco vivo hasta nuestros días, que se versionó de mil formas —entre ellas hay una de Peter Pank—, que se grabó en España y en México...». En 2018, Divina Gloria opinó respectó al impacto del álbum y su canción principal: «Es impensado saber lo que va a pasar con una obra de arte. Uno no tiene idea de la proyección que puede tener algo. Así sea música, teatro o un cuadro. Yo no especulaba con nada. Hice una cosa graciosa, con un mínimo de picardía. (...) Me parece muy gracioso que sea yo la que esté en esa foto. Nunca me imaginé que iba a perdurar por tanto. Qué gracioso». Cuatro años más tarde, dijo en La Nación: «["Desnudita es mejor"] también fue un éxito en Chile, Perú, España. Fue mágico, estábamos en una quinta, comíamos asado, venía Charly (García), Dani Melingo, que también tocó... esas vidas únicas que Dios nos bendijo en dárnoslas. Fue y sigue siendo increíble. Así que muchas gracias. Sin dudas es una gran canción, y ojalá que se convierta en un himno».

## Lista de canciones
| Lado A |                         |                                    |          |  |
| N.º    | Título                  | Escritor(es)                       | Duración |  |
| 1.     | «Desnudita es mejor»    | Cachorro López Divina Gloria       | n/a      |  |
| 2.     | «Soy divina»            | Cachorro López Pepe Cibrián        | n/a      |  |
| 3.     | «Culpa de tu estupidez» | Cachorro López Divina Gloria       | n/a      |  |
| 4.     | «Bailando en tu mirada» | Cachorro López Isabel de Sebastián | n/a      |  |
| 5.     | «Yo puedo seducirte»    | Fabián Quinteros Divina Gloria     | n/a      |  |

| Lado B |                             |                                              |          |  |
| N.º    | Título                      | Escritor(es)                                 | Duración |  |
| 1.     | «Mediterranée Club»         | Alejandro Fiori Sergio Mejía                 | n/a      |  |
| 2.     | «1000 km de amor»           | Cachorro López Divina Gloria                 | n/a      |  |
| 3.     | «Cuando la cabeza pesa más» | Fabiana Cantilo Cachorro López               | n/a      |  |
| 4.     | «El daño te lo hiciste vos» | Cachorro López Miguel Zavaleta Divina Gloria | n/a      |  |

## Créditos
Créditos adaptados de las notas del álbum, excepto donde se indique lo contrario.
- Divina Gloria — intérprete
- Cachorro López — productor
- Mariano López — técnico
- Marcelo y Ariel — asistentes
- Charly Alberti — músico
- Polo Corbella — músico
- Daniel Melingo — músico
- Carlos Mayo — diseño
- Rudy Hanak — fotografía